# Tiankadi
Tiankadi è un comune rurale del Mali facente parte del circondario di Sikasso, nella regione omonima.
Il comune è composto da 3 nuclei abitati:
- Lébentoula
- Sibirifina
- Zibangolola (centro principale)